# صقر غباش
صقر قباش سعید المری رئیس شورای ملی فدرال امارات متحده عربی است که در امارت رأس‌الخیمه متولد شد. او در سال ۱۹۷۳ از دانشگاه پلیس سودان فارغ التحصیل شد و در سال ۱۹۸۶ مدرک لیسانس مدیریت را از دانشگاه امارات متحده عربی گرفت. وی در سال ۲۰۰۸ به عنوان وزیر وزارت کار به دولت فدرال پیوست و در حال حاضر نیز این سمت را بر عهده دارد.